# NOVACT - Institut Internacional per a l'Acció Noviolenta
NOVACT - Institut Internacional per l'Acció Noviolenta, és una organització no governamental i sense ànim de lucre, que promou accions internacionals de construcció de pau en situacions de conflicte. L'Institut neix dels esforços de la societat civil per contribuir a un món pacífic, just, digne i equitatiu; donant suport a moviments noviolents que treballen per la transformació social, i desenvolupa mecanismes d'intervenció civil pacífica per tal de protegir a poblacions vulnerables en situacions de violència. Té una xarxa d'experts i activistes a l'Orient Mitjà, Europa, Amèrica Llatina, Àfrica i Àsia, però ha centrat la seva acció a la regió euromediterrània (sud d'Europa, Magrib i Màixriq).
L'Institut va ser fundat el 1999 a Barcelona.

## Missió
Per aconseguir el seu propòsit segueix les següents línies d'acció:
- Donar suport a moviments noviolents o de resistència civil pacífica que treballin per la transformació de conflictes i/o situacions d'injustícia, garantint la seguretat humana i la cobertura de les necessitats bàsiques, desenvolupant els drets i les llibertats i promovent que les societats puguin viure sense por que els seus valors i drets siguin atacats.
- Desenvolupar operacions civils i noviolentes de manteniment de pau per tal de protegir a les poblacions vulnerables en situacions de conflicte armat, a través de la creació de sistemes de prevenció de conflictes i construcció de pau, reconciliació i transició política, en els llocs que la societat civil local i/o les institucions representatives ho sol·licitin.
- Observar, investigar, facilitar i donar suport a processos de construcció de pau, mediació, manteniment de pau i prevenció de conflictes posant especial èmfasi en la promoció de l'Estat de dret i la millora de la seguretat humana.
- Incidir per tal que els actors governamentals, locals i internacionals, treballin a favor de la seguretat humana, la construcció de pau i la democràcia en totes les seves dimensions assegurant l'equitat de tracte, i el respecte a les diverses identitats.

## Algunes accions
- Ha participat junt amb Iridia denunciar el doble joc d'empreses espanyoles en la venda d'armes i el control de les migracions.[3]
- En campanyes sobre les bales de goma,[4] la situació a Palestina,[5][6][7] la necessitat de criteris de responsabilitat i respecte als drets humans en la compra pública,[8] contra la criminalització dels moviments socials,[9] els negocis ocults i de repressió d'Israel,[10][11] els negocis de les empreses militars privades a Iraq, etc.
- Elaborant publicacions, per exemple, sobre el discurs de l'odi i extrema dreta,[12] els extremismes,[13][14] el militarisme a Espanya,[15] la influència de les grans empreses a la Unió Europea en l'àmbit de la seguretat,[16] la repressió i gènere,[17] etc.
- Alguns dels seus membres han participat en debats de programes de ràdio.[18]